# Tibor Debreceni
Tibor Debreceni (19 de setembro de 1946 – 13 de abril de 2023) foi um ciclista húngaro que competiu no ciclismo nos Jogos Olímpicos de Verão de 1972, representando a Hungria. Foi campeão nacional tanto no individual quanto nas equipes.